# Gisele Barreto Fetterman
Gisele Barreto Fetterman (Barreto Almeida de soltera, nacida el 27 de febrero de 1982, Río de Janeiro) es una brasileño-estadounidense activista, filántropa y ejecutiva de una organización sin ánimo de lucro. Es fundadora de la organización sin ánimo de lucro Freestore 15104 y cofundadora de las organizaciones For Good PGH y 412 Food Rescue. Está casada con el senador John Fetterman de Pensilvania. Durante el mandato de su marido como vicegobernador, ella fue la segunda dama de Pensilvania.

## Primeros años
Fetterman nació en Río de Janeiro, Brasil. Cuando tenía siete años, la madre de Fetterman decidió salir de Brasil debido a delitos violentos en su comunidad.Fetterman, su hermano menor y su madre llegaron a los Estados Unidos como inmigrantes indocumentados, y se instalaron en un apartamento de una habitación en la ciudad de Nueva York. En Nueva York, la familia vivía en la pobreza y amueblaba su apartamento con muebles que encontraba en la calle. Fetterman dijo que su familia a menudo dependía de bancos de alimentos y tiendas de segunda mano. Su madre, que tenía un doctorado de una universidad brasileña y había trabajado como nutricionista y educadora, trabajaba limpiando hoteles y casas, y a menudo se le negaba el pago debido a su condición de inmigrante ilegal.
Fetterman no hablaba inglés cuando llegó a los Estados Unidos. Se matriculó en un programa de inglés como segundo idioma en su escuela en Queens. Más tarde, la familia se mudó a Newark, Nueva Jersey. Fetterman estudió en el Instituto de Nutrición Integrativa.
Fetterman recibió su Green Card en 2004 y se convirtió en ciudadana de los Estados Unidos en 2009.

## Activismo y vida pública
Como primera dama de Braddock, Pensilvania, Fetterman fundó Braddock Free Store, una organización sin fines de lucro que proporciona a familias locales de bajos ingresos juguetes, pañales, fórmula para bebés, ropa, artículos para el hogar y muebles. La organización atiende a cerca de 1.600 familias al mes. También fundó el Proyecto Braddock Bench, enfocado en instalar bancos en las paradas de autobuses locales.
En 2015, Fetterman cofundó 412 Food Rescue, una organización sin ánimo de lucro centrada en eliminar la inseguridad alimentaria y proporcionar recursos nutricionales a familias necesitadas. La organización redistribuyó un millón de kilos de alimentos en sus primeros dos años. Además, lanzó el Proyecto de Señales de Estacionamiento Positivas, una iniciativa para instalar señales en las comunidades locales con dichos como "Sigue tus sueños" y "Se necesitan más abrazos". Fetterman fundó For Good PGH en 2017, una organización sin ánimo de lucro que aboga por la diversidad y la inclusión, que incorporó Free Store 15104 a su marca en 2019. La iniciativa más grande de For Good es The Hollander Project, una incubadora de empresas para mujeres emprendedoras.
Como persona pública, ha presionado para que el Congreso de los Estados Unidos adopte enfoques "humanos y compasivos" con respecto a la inmigración, y ha solicitado que las familias inmigrantes no sean separadas. Se pronunció a favor de la Acción Diferida para los Llegados en la Infancia y criticó al presidente estadounidense Donald Trump por intentar poner fin al programa. También apoya la legalización de la marihuana en Pensilvania y los derechos LGBTQ en Estados Unidos. El periódico de la ciudad de Pittsburgh la nombró "Mejor activista" por su participación comunitaria.
El 20 de junio de 2018, se desempeñó como maestra de ceremonias del Día Mundial del Refugiado en Pittsburgh. A principios de ese mes habló sobre el asesinato de Antwon Rose Jr.,un afroamericano menor de edad que recibió un disparo por parte de la policía. Según Fetterman, Rose era "simplemente un niño encantador y gentil" y "realmente especial" porque se ofreció como voluntario en una de sus organizaciones sin ánimo de lucro.

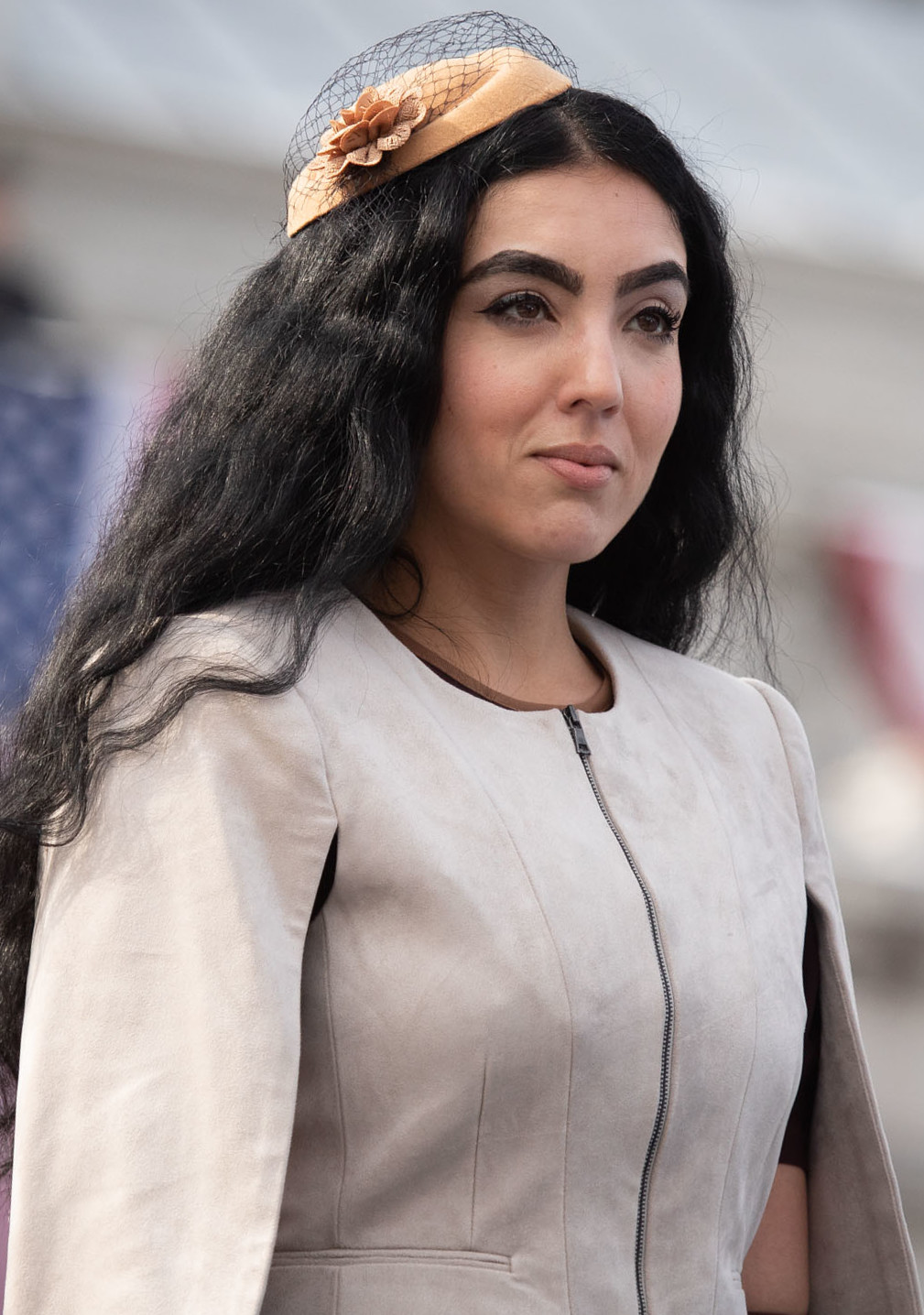
Fetterman en 2019.

En 2019, Fetterman y su esposo decidieron abrir la piscina en la mansión del vicegobernador, ubicada en Fort Indiantown Gap, para niños que normalmente no tendrían acceso a una. La residencia, en propiedad de la Guardia Nacional de Pensilvania, está ubicada a unas 25 millas (40,2 km) de Harrisburg, Pensilvania. Fetterman, cuya familia ha decidido no vivir en la residencia oficial, dirige un programa que enseña seguridad en el agua en la piscina.

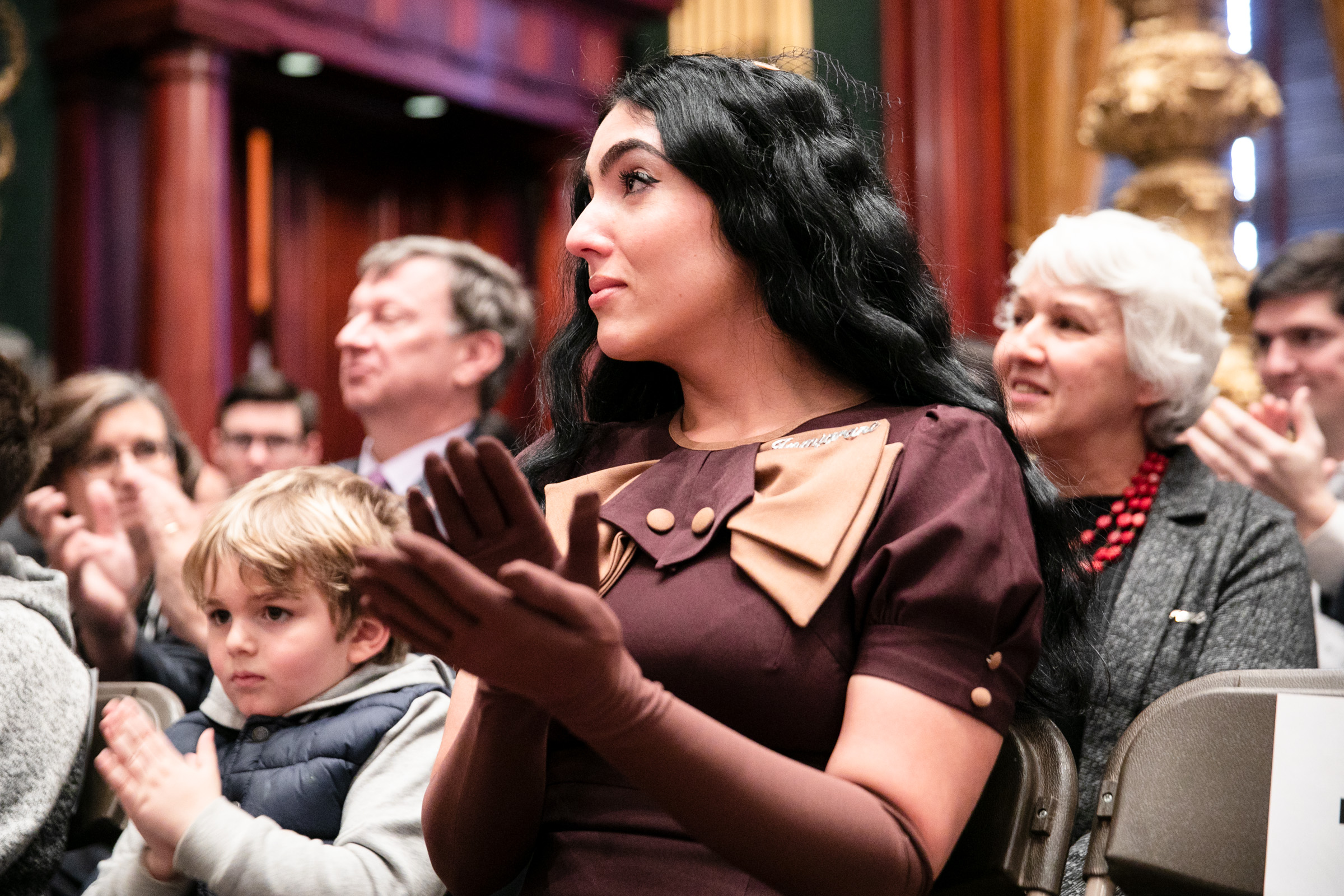
Fetterman en la toma de posesión de su marido en 2019.

En 2019, fue anfitriona y presidenta honoraria de la Gala de la Herencia Hispana. El evento recaudó dinero para el Fondo Educativo de la Fundación de la Cámara de Comercio Hispana del área metropolitana de Pittsburgh. El 29 de octubre de 2019, fue la primera mujer en recibir el Premio Perseguidor de la Paz de la Congregación Rodef Shalom.
En febrero de 2020, Fetterman criticó a la empresa Amazon por vender un sticker antiinmigración con el texto "Vete a la mierda, estamos llenos", escrito en la forma de los Estados Unidos continentales.   Fetterman hizo un posteo en Twitter pidiéndole a Amazon que reconsiderara el "poder e influencia" de su plataforma. Amazon respondió el 3 de febrero de 2020, afirmando que eliminarían la etiqueta de su sitio web.
El 6 de marzo de 2020, Fetterman fue oradora en el almuerzo Your Hour Her Power en el Westmoreland Club, celebrado en honor al Día Internacional de la Mujer. Participó en la Gira del Censo 2020 y habló en la Universidad Estatal de Pensilvania sobre la importancia de completar el censo de los Estados Unidos.
En abril de 2020, Fetterman habló sobre la importancia del distanciamiento social y el poder de la participación comunitaria durante la pandemia de COVID-19 en los Estados Unidos. En septiembre de 2020, Fetterman ayudó a organizar un evento de compras para mujeres socorristas.
Fetterman pronunció el discurso de victoria de las primarias de su marido en mayo de 2022, luego de que él sufriera un derrame cerebral.

## Vida personal
En 2007, Gisele conoció a John Fetterman, entonces alcalde de Braddock, Pensilvania, después de escribirle una carta preguntándole sobre el papel de la ciudad en la industria del acero. Se casaron al año siguiente. Los Fetterman tienen tres hijos y viven en Braddock. Fetterman adoptó a su perro Levi de The Foster Farm, quien lo rescató de una casa en Virginia Occidental. 
Fetterman es amiga de Kim Kardashian. Respaldó a la senadora Elizabeth Warren en las primarias presidenciales del Partido Demócrata de 2020 y luego respaldó al exvicepresidente estadounidense Joe Biden en las elecciones presidenciales de Estados Unidos de 2020.
En agosto de 2020, habló públicamente sobre su uso de marihuana medicinal para tratar el dolor de espalda crónico.